# 리처드 니버
헬무트 리차드 니버(Helmut Richard Niebuhr, 1894년 ~ 1962년)는 예일대 교수였으며 기독교 윤리학자이다. 라인홀트 니부어의 동생으로 미국의 신정통주의 신학을 대표하는 인물이다. 그는 총체적이며 비평적인 기독교 세계관을 목표로 삼았다. 그가 1951년 쓴 명저 <그리스도와 문화>는 기독교 문화론 연구에 새로운 모델을 제시한 것으로 알려졌다.

## 생애와 경력[1]
- 에덴신학교, 예일 대학교 신학부 박사과정중 아버지의 뒤(공석)를 이어 5개월간 목회함.
- 1915년 목사안수, 디트로이트 목회 (유니온신학교 파송, 13년간)
- 1928년 뉴욕 유니언 신학교에서 강사
- 1931년 기독교 사회연맹주의자 결성, 사회주의당원으로 1930년 뉴욕시의원, 1932년 주의원 출마했으나 낙선됨.
- 파시즘과 공산주의에 대한 과격함에 회의를 느끼고 탈퇴하여 자유민주당의 루즈벨트 지지함.
- 2차 세계대전 발발과 함께 정치적 현실을 바라보면서 사회주의 사상과 평화주의 포기함.
- 1937년 옥스포드에서 삶과 노동, 1939년 기포드 강연 1948년 세계교회협의회에서 강연.
- 1964년 대통령이 수여하는 자유의 메달 수상, 1960년까지 뉴욕 유니언 신학교 교수 역임.

## 니버의 5 가지 문화 유형
리차드 니버는 그의 대표작 <그리스도와 문화>에서 다섯 가지 유형의 기독교 문화관을 제시하였다.
- '문화에 대립하는 그리스도'는 문화에 대한 그리스도인들의 배타적인 태도를 가리킨다. 이런 태도를 가진 이들은 자기들이 살고 있는 사회 관습이 무엇이든 지간에 그리스도와 적대 관계에 있다고 본다. 그는 2세기의 교부 터툴리안과 톨스토이에서 그 전형을 본다.

터툴리안은 그리스도인들이 세상 문화의 타락한 오락, 학문, 정치에서 탈출하도록 권면하였다. 한편 톨스토이는 그리스도인들이 예수님의 산상보훈의 말씀대로 단순하게 살아야 한다고 주장하였다. 니버에 의하면 이러한 반문화적인 유형의 삶은 그 자체 내에 문제점을 갖고 있다. 인간은 언제나 문화 속에서 살고 있는 존재이기 때문이다.
- '문화에 속한 그리스도'는 첫 번째 유형과 정반대되는 것이다. 이 유형을 따르는 사람들은 그리스도와 문화 사이에 근본적인 일치와 연속성이 존재한다고 생각한다. 이 관점에서 보면 그리스도는 위대한 교육자요 문화의 영웅이시다.

토머스 제퍼슨은 그리스도를 완전한 도덕 교육가로 보았고, 슐라이어마허는 그리스도를 모든 종교와 문화의 완성자로 보았다. 이 관점은 신학의 본질과 그 문화적 표현을 구분하지 못하고 있다.
- '문화 위의 그리스도'는 그리스도와 문화를 다 긍정한다. 그러나 둘 사이에 간격이 있다고 본다. 이 관점에서는 그리스도가 로고스와 주님으로 이해되고 있다. 그리고 그리스도를 높은 층에 두고 문화를 낮은 층에 둔다. 이러한 생각은 알렉산드리아의 클레멘트에서 나타났고 후에 토마스 아퀴나스에게서 나타났다.

- '역설 관계에 있는 그리스도와 문화'는 그리스도와 문화의 관계를 화해할 수 없는 양자간의 끊임없는 싸움으로 이해한다. 그리스도는 그리스도요 문화는 문화다. 니버는 이런 유형의 대표자가 사도 바울과 루터 그리고 키에르케고르 등이라고 말한다.

- '문화의 변혁자인 그리스도'. 이 유형의 대표자는 어거스틴, 칼빈, 존 웨슬리 등이다. 이 입장에 의하면 세계는 구속받을 수 있는 가능성이 있다. 인간 문화의 문제는 변혁의 문제이다. 세계는 배격되어서도 안되고 소홀히 여겨져도 안된다. 따라서 이 유형에서 주장된 그리스도는 죽음과 죄에 예속되어 있는 인간을 구속하시는 것뿐 아니라 문화 속에서 사는 인간 생활을 계속적으로 성화시키고 변혁시키시는 분으로 이해된다.

## 그리스도와 문화를 쓰면서 영향을 많이 받은 학자들
- 에른스트 트뢸치
- 카를 융
- 에티네 길슨 (Etienne Henry Gilson, 1884-1978)

## 영향을 준 학자들
- 제임스 M. 구스타프슨

## 같이 보기
- 라인홀드 니버
- 기독교 문화